# Ordinary Corrupt Human Love
| Совокупная оценка    | Совокупная оценка |
| Источник             | Оценка            |
| -------------------- | ----------------- |
| AnyDecentMusic?      | 8.3/10            |
| Metacritic           | 85/100            |
| Оценки критиков      |                   |
| Источник             | Оценка            |
| AllMusic             | [ 5 ]             |
| The A.V. Club        | B+                |
| Consequence of Sound | A−                |
| The Guardian         | [ 8 ]             |
| Kerrang!             | 4/5               |
| NME                  | [ 10 ]            |
| Pitchfork            | 8.5/10            |
| Q                    | [ 12 ]            |
| Rolling Stone        | [ 13 ]            |
| The Skinny           | [ 14 ]            |

Ordinary Corrupt Human Love — четвёртый студийный альбом американской блэкгейз-группы Deafheaven, выпущенный 13 июля 2018 года на лейбле ANTI-. Название альбома было вдохновлено романом Грэма Грина 1951 года «Конец одного романа».
30 января 2018 года Deafheaven опубликовали в социальных сетях фотографию участников группы, записывающих альбом в студии, а позже подтвердили Pitchfork, что они работают над новым альбомом на 25th Street Recording в Окленде, штат Калифорния с продюсером Джеком Ширли. Они выпустили главный сингл альбома «Honeycomb» 18 апреля 2018 года и анонсировали альбом на следующий день. Второй сингл, «Canary Yellow», был выпущен 12 июня.

## Список композиций
| №                   | Название            | Длительность |
| ------------------- | ------------------- | ------------ |
| 1.                  | «You Without End»   | 7:36         |
| 2.                  | «Honeycomb»         | 11:04        |
| 3.                  | «Canary Yellow»     | 12:17        |
| 4.                  | «Near»              | 5:28         |
| 5.                  | «Glint»             | 10:57        |
| 6.                  | «Night People»      | 4:07         |
| 7.                  | «Worthless Animal»  | 10:07        |
| Общая длительность: | Общая длительность: | 61:36        |

Примечание
- В песне «You Without End» использованы слова Нади Кури, взятые из отрывков рассказа Тома Макэлрейви «Black and Borax».
- «Night People» включает дополнительный вокал и продюсирование Челси Вулф и Бена Чисхолма.

## Участники записи

### Deafheaven
- Джордж Кларк — вокал
- Керри МакКой — гитара
- Дэниел Трейси — барабаны
- Стивен Кларк — бас-гитара
- Шив Мехра — гитара

### Технический персонал
- Джек Ширли — запись, сведение, мастеринг
- Эллисон Шульник — обложка
- Ник Стейнхардт (Touché Amoré) — дизайн

## Чарты
| Чарт (2018)                                   | Высшая позиция |
| --------------------------------------------- | -------------- |
| Australian Albums (ARIA)                      | 54             |
| Бельгия/Фландрия (Ultratop)                   | 90             |
| Нидерланды (Album Top 100)                    | 162            |
| Германия (Offizielle Top 100)                 | 23             |
| Шотландия (Scottish Albums Chart)             | 47             |
| Великобритания (UK Albums Chart)              | 99             |
| Великобритания (UK Rock & Metal Albums Chart) | 4              |
| США (Billboard 200)                           | 111            |
| США (Billboard Independent Albums)            | 4              |
| США (Billboard Top Tastemaker Albums)         | 2              |
| США (Billboard Top Hard Rock Albums)          | 5              |
| США (Billboard Top Rock Albums)               | 18             |